# Winter-Universiade 2017/Eiskunstlauf
Bei der Winter-Universiade 2017 wurden drei Wettkämpfe im Eiskunstlauf ausgetragen.

## Bilanz

### Medaillenspiegel
| Platz  | Land        | Gold | Silber | Bronze | Gesamt |
| ------ | ----------- | ---- | ------ | ------ | ------ |
| 1      | Russland    | 1    | –      | –      | 2      |
| 2      | Kasachstan  | 1    | –      | –      | 1      |
| 2      | Ukraine     | 1    | –      | –      | 1      |
| 4      | Japan       | –    | 2      | 1      | 3      |
| 5      | Deutschland | –    | –      | 1      | 1      |
| 5      | Schweden    | –    | –      | 1      | 1      |
| Gesamt | Gesamt      | 3    | 3      | 3      | 9      |

### Medaillengewinner
| Disziplin     | Gold                                 | Silber                         | Bronze                          |
| ------------- | ------------------------------------ | ------------------------------ | ------------------------------- |
| Männer Einzel | Denis Ten                            | Keiji Tanaka                   | Alexander Majorov               |
| Frauen Einzel | Jelena Radionowa                     | Rin Nitaya                     | Hinano Isobe                    |
| Eistanz       | Oleksandra Nasarowa / Maksym Nikitin | Sofja Ewdokimowa / Jegor Basin | Shari Koch / Christian Nüchtern |